# Université d'Ostrava
L'université d'Ostrava est une université publique situé dans la ville d'Ostrava en République tchèque. 

## Historique
Si l'université d'Ostrava acquiert son statut d'université de plein exercice le 28 septembre 1991, l'histoire de ses composantes remonte à 1953. En janvier 2012, un projet de fusion avec l'École des mines - université technique d'Ostrava est préparé, mais il est finalement abandonné.

## Composantes
- Faculté de pédagogie (Pedagogická fakulta), créée en 1953 sous le nom d'école supérieure de pédagogie
- Faculté d'études sociales (Fakulta sociálních studií)
- Faculté des beaux-arts et de la musique (Fakulta umění)
- Faculté de médecine (Lékařská fakulta)
- Faculté des lettres (Filozofická fakulta)
- Faculté des sciences (Přírodovědecká fakulta)
- Institut de recherche européen en travail social (Evropský výzkumný institut sociální práce)
- Institut de recherche et d'applications de la logique floue (Ústav pro výzkum a aplikace fuzzy modelování)
- Institut des relations internationales (Institut zahraničních studií)